# Aeroportul Tauranga
Aeroportul Tauranga (IATA: TRG, ICAO: NZTG) este un aeroport din Tauranga-moana⁠(d), Tauranga City⁠(d), Te Moana-a-Toi⁠(d), Noua Zeelandă ce deservește zona Tauranga⁠(d). Aeroportul a fost tranzitat în 2022 de 376.312 pasageri.
Situat la o altitudine de 4 m, aeroportul dispune de o singură pistă.